# Convento dei Cappuccini (Taggia)
Il convento dei Cappuccini è un luogo di culto cattolico situato nel comune di Taggia, in via San Francesco, in provincia di Imperia. La chiesa è sede dei Benedettini dell'Immacolata, comunità benedettina di stretta osservanza che pratica la liturgia tradizionale tridentina.

## Storia e descrizione

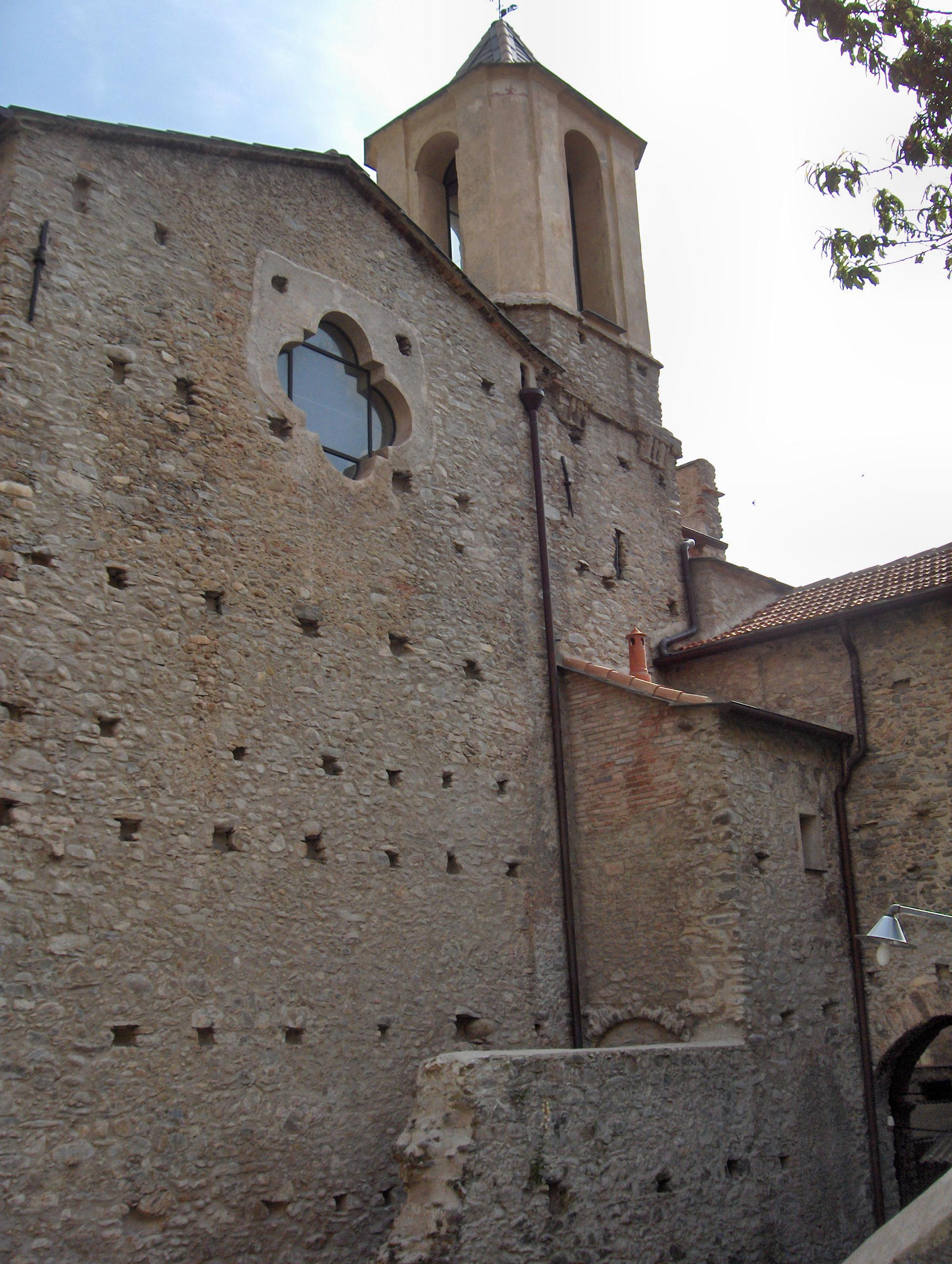
Particolare degli esterni

Furono le volontà testamentarie della locale Caterina Arnaldi nel 1605 a porre le basi, una volta venduti i propri beni, per l'edificazione di un convento a Taggia affidato all'ordine dei frati minori cappuccini. Formatasi una commissione locale per attuare le disposizioni della concittadina, nel 1607 la comunità tabiese ospitò il padre provinciale di Genova dell'ordine per l'individuazione del sito e, nel contempo, di supplire con propri denari alla somma necessaria mancante dalla vendita dei beni dell'Arnaldi. Tuttavia, il primo sito prescelto presentò problematiche legate alla mancanza di acqua e, pertanto, inizialmente l'opera si fermò. 
Nel 1609 i già presenti domenicani della locale chiesa di Nostra Signora del Canneto proposero ai cappuccini la cessione della zona inferiore dell'antica abbazia, salvo poi ritirare inaspettatamente la proposta, tanto che lo stesso pontefice, nel 1610, in uno scritto pregò l'ordine domenicano di esaudire e avvantaggiare il desiderio della comunità tabiese.
Trovato un nuovo sito, l'attuale, dal febbraio 1610 iniziarono ufficialmente i lavori di edificazione del nuovo complesso conventuale dei cappuccini. L'opera di costruzione, inizialmente forse un po' osteggiata dall'ordine domenicano, vide pure aiuti dalle autorità e comunità di Taggia: una tassa sulla carne macellata, però, creò nuovi malcontenti tra i religiosi dell'abbazia del Canneto che si rivolsero alla Santa Sede per l'esenzione di questo balzello locale istituito per aiutare l'edificazione.
Nel 1614 il cantiere quasi ultimato ricevette la visita di san Lorenzo da Brindisi, quest'ultimo padre provinciale genovese dei cappuccini, che portò pure alla fine delle ostilità tra la popolazione e l'ordine dei domenicani. Fu il vescovo di Ventimiglia monsignor Gerolamo Curlo, di origine tabiese, a consacrare il 25 novembre 1614 il nuovo convento cappuccino e la chiesa intitolata ai santi Andrea, Francesco d'Assisi e alla Santissima Concezione.
Con l'avvento della dominazione napoleonica, e quindi con il Primo Impero francese, la soppressione dell'ordine portò ad un allontanamento dei frati dal convento nel 1810; solo un religioso rimase in loco per la custodia della chiesa. Nel 1816, con il passaggio nel Regno di Sardegna, quattro frati scrissero una lettera al re Vittorio Emanuele I di Savoia nella quale chiesero il ritorno dell'ordine a Taggia, che effettivamente avvenne il 25 ottobre dello stesso anno.
Con il Regno d'Italia, nel corso del 1866, un nuovo allontanamento dei religiosi fu imposto dal governo centrale che lasciarono il convento, fatta eccezione per due frati che ne divennero cappellani, la mattina del 1º gennaio 1867. La struttura divenne quindi scuola pubblica. Riacquistato nel 1897 dai Superiori Provinciali dei Cappuccini Genovesi, il convento passò nel 1909 ai frati cappuccini provenienti dalla provincia di Lione che, scacciati dalla terra francese, qui si insediarono facendone sede del noviziato e dello studentato. Nel 1921 l'ordine provinciale genovese ne tornò in possesso dopo la cessione da parte dei religiosi francesi.
Al suo interno sono conservate pale di Domenico Fetti, Giovanni Odazzi, Giuseppe Palmieri, Francesco Bruno, e una statua raffigurante l'Immacolata del locale scultore Salvatore Revelli.